# Carloforte
Carloforte es un municipio de Italia de 6.455 habitantes en la provincia de Cerdeña del Sur, región de Cerdeña. Ocupa en su totalidad la Isla de San Pietro, localizada unos 10 km al sudoeste de la isla de Cerdeña.

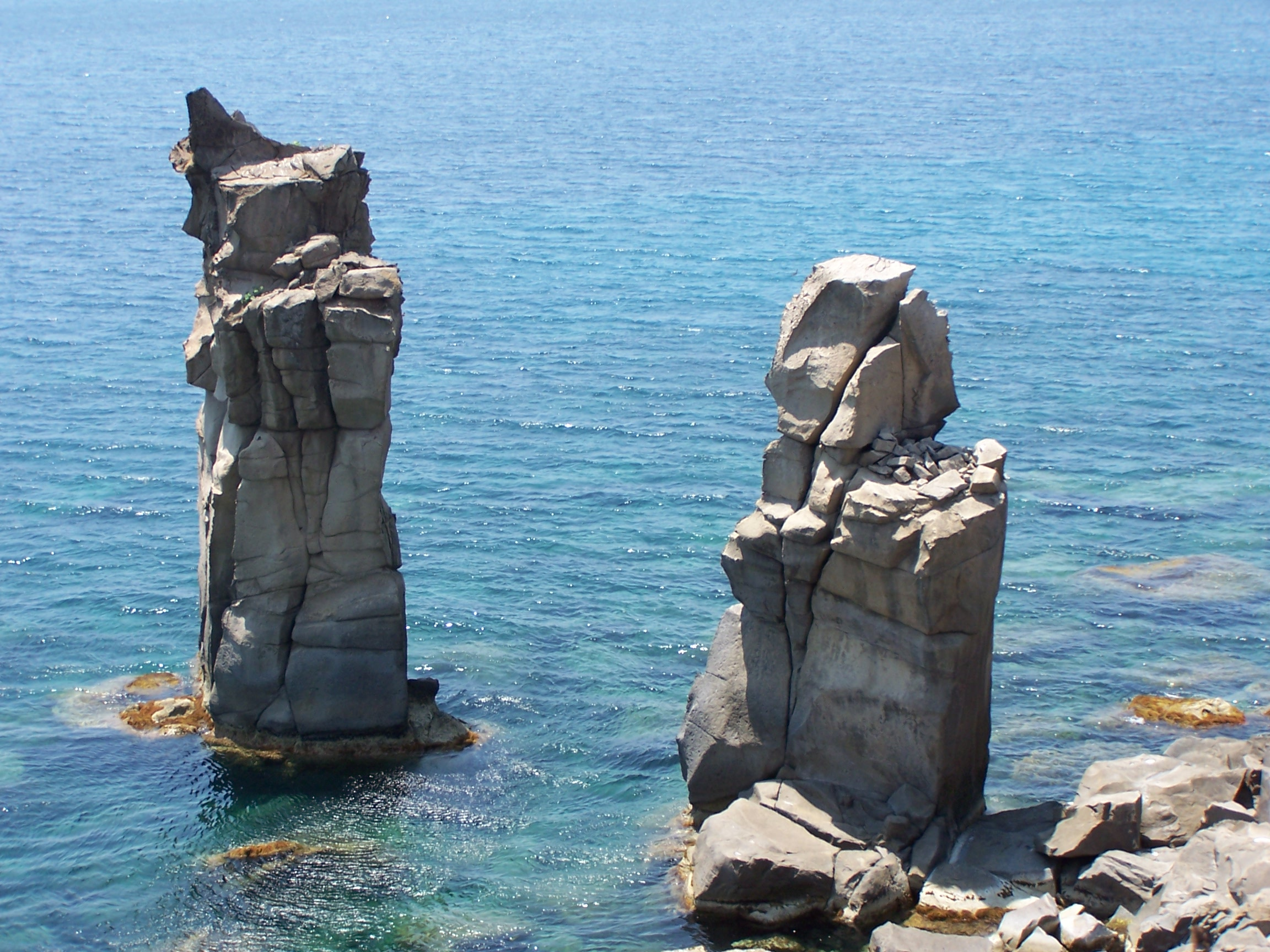
Los "faraglioni" en la zona denominada Colonne.

## Idioma
En Carloforte se habla el carlofortino (o tabarquino), un dialecto del ligur. El territorio puede ser considerado vestigio de la antigua República de Génova por haber sido colonizado por los genoveses de la localidad de Pegli provenientes de Tabarka (Túnez) en 1738. A raíz de ello, los habitantes de Carloforte conservan todavía intacto el idioma de sus antepasados genoveses que por haber pasado por la isla tunecina de Tabarka es llamado "tabarquino", en ligur: tabarchìn.
Su lengua conserva como depósito lingüístico algunos sustantivos y formas gramaticales ya no presentes en el genovés actual, y no posee los galicismos que entraron en el genovés de los últimos siglos.
Actualmente, el tabarquino es hablado por alrededor del 80% de la población, goza de buena salud entre los niños (que se expresan tanto en ligur tabarquino como en italiano), está tutelado por la región, tiene una grafía normalizada y es enseñado en las escuelas de la isla.

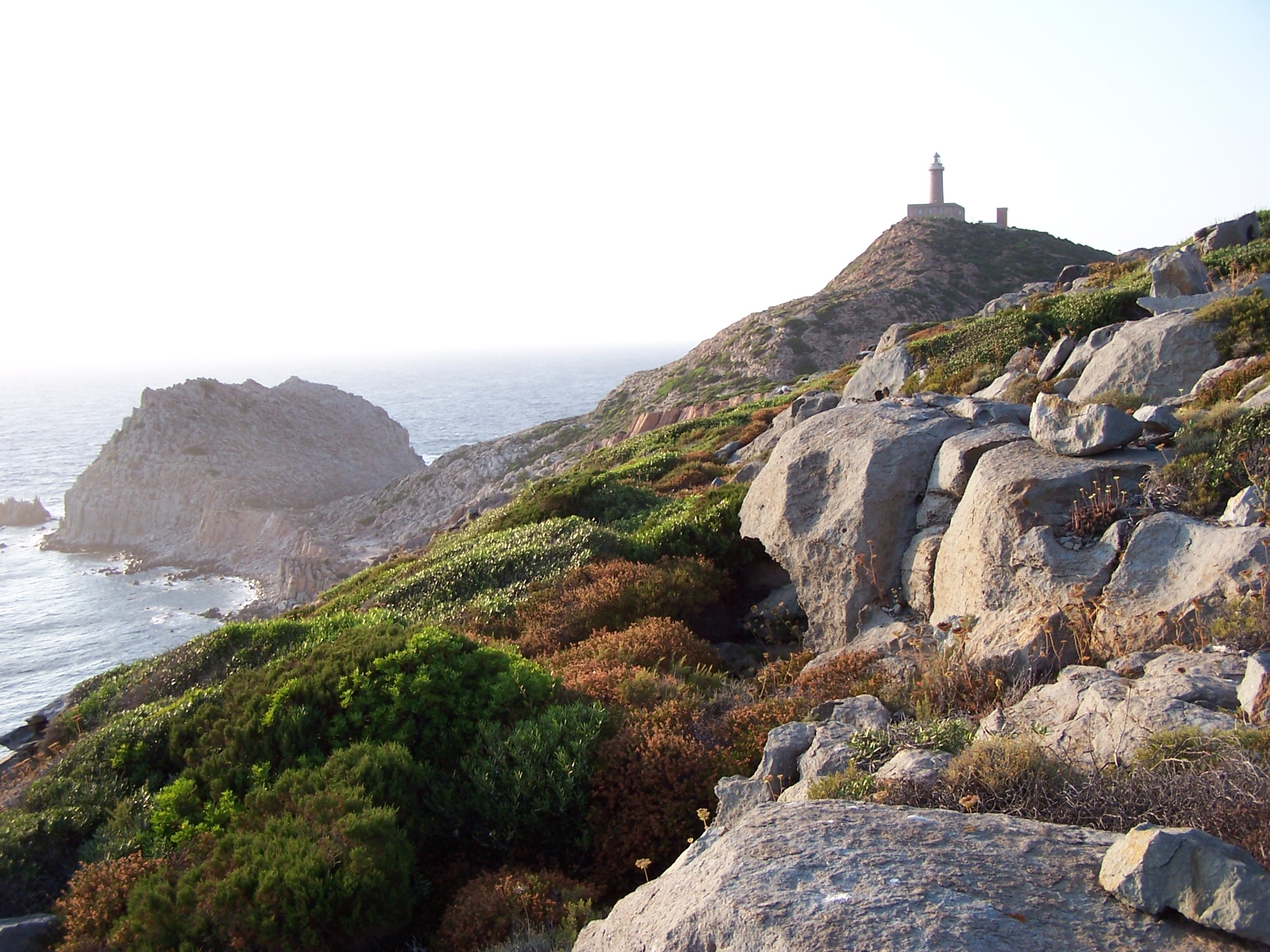
Cabo Sandalo visto desde el mirador cercano al faro.

## Población
Una minoría de la población que se estableció en Carloforte proveniente del éxodo de Tabarka (Túnez) se dirigió a las costas españolas de los alrededores de Alicante, más exactamente a la Isla de Tabarca (Comunidad Valenciana), que de estos colonos toma su nombre. La población de esta última hoy en día conserva en parte los apellidos originales de los colonos ligures pero ha sido totalmente absorbida por el idioma y las costumbres de la Comunidad Valenciana.
Los emigrantes de Carloforte se han dispersado por todo el mundo, sobre todo por Génova y localidades de la costa de Liguria, en Gibraltar, en el barrio de La Boca en Buenos Aires (Argentina), y en general por otras ciudades portuarias en un número que se sitúa en torno a 18.000 personas.

## Evolución demográfica
| Gráfica de evolución demográfica de Carloforte entre 1861 y 2001 |
|                                                                  |
| Fuente ISTAT - Elaboración gráfica de Wikipedia                  |

## Ciencia
En esta ciudad se localizó, entre 1899 y 1988, uno de los observatorios pertenecientes al Servicio internacional de latitud.

## Ciudades Hermanadas
Carloforte está hermanada con las siguientes ciudades:
- Alicante, España
- Pegli, Italia
- Camogli, Italia